# Кравченко Сергій Іванович (скрипаль)
Кравченко Сергій Іванович (*1947, Одеса) — відомий скрипаль і педагог, соліст Московської державної академічної філармонії, народний артист Росії, професор Московської державної консерваторії ім. П. І. Чайковського, почесний професор Афінської консерваторії.
Вихованець першої у світі музичної школи для обдарованих дітей — Одеської музичної школи ім. професора П.С Столярського, учень Л. Б. Когана. С. Кравченко — лауреат міжнародних конкурсів ім. Н. Паганіні в Генуї(1969), ім. М. Лонг і Ж. Тібо в Парижі (1971) і конкурсу струнних квартетів у Льєжі (1972).

## Біографія
Сергій Кравченко народився в 1947 р. в Одесі. Закінчив Одеську музичну школу ім. П. С. Столярського. Поступивши в Московську державну консерваторію ім. П. І. Чайковського в 1965 у, він займався з відомим скрипалем, професором Леонідом Коганом.
З 1969 року почалася активна концертна діяльність, а з 1972 р. і викладацька — у Московській державній консерваторії ім. П. І. Чайковського. Сергій Кравченко вів власний клас, паралельно будучи асистентом професора Леоніда Когана.
Концертує у великих містах Росії і в багатьох країнах світу: Польщі, Німеччині, Франції, Греції, Сербії і Чорногорії, Хорватії, Словенії, Італії, Іспанії, Португалії, Туреччини, Фінляндії, США, Південної та Північної Кореї, Японії, Китаї, Бразилії, Тайвані, Македонії, Болгарії, Ізраїлі, Швейцарії, Люксембурзі, Австралії.
Багато його учнів є лауреатами міжнародних конкурсів: В. Іголінський, В. Муллова, А. Лукирський, С. Крилов, І. Гайсин, А. Каган, І. Ко, Н. Саченко, А. Степаненко, Є. Стембольський, О. Шургот, Н. Кожухар та інші.
Сергій Кравченко є членом журі багатьох відомих престижних конкурсів: Міжнародного конкурсу ім. Чайковського, конкурсів ім. Ойстраха, ім. Брамса, ім. Енеску, ім. Лисенка та інших.
Записаний цілий ряд виступів на телебаченні, радіо, випущені грамплатівки і компакт-диски, а також видані авторські книги з методики гри на скрипці.

## Визнання і нагороди
- Неодноразовий Лауреат конкурсу Всеукраїнських шкіл в Києві.
- 1969 — Лауреат Міжнародного конкурсу ім. Паганіні в Генуї, Італія
- 1971 — Лауреат Міжнародного конкурсу ім. М. Лонг і Ж. Тібо в Парижі, Франція
- 1972 — Лауреат Міжнародного конкурсу струнних квартетів в Льєжі, Бельгія